# بوتیل استات
بوتیل استات (به انگلیسی: Butyl acetate) یک ترکیب شیمیایی است. شکل ظاهری این ترکیب، مایع بی‌رنگ با بویی شبیه به بوی میوه است.